# Vysoká (district de Bruntál)
Pour les articles homonymes, voir Vysoká.
Vysoká (en allemand : Waissak ; en polonais : Wysoka) est une commune du district de Bruntál, dans la région de Moravie-Silésie, en République tchèque. Sa population s'élevait à 306 habitants en 2021.

## Géographie
Vysoká se trouve à la frontière polonaise, à 7 km au sud-sud-est de Prudnik (Pologne), à 32 km au nord-nord-est de Bruntál, à 69 km au nord-ouest d'Ostrava et à 226 km à l’est-nord-est de Prague.
La commune est limitée par la Pologne au nord, par Dívčí Hrad à l'est, par Liptaň au sud, et par Jindřichov à l'ouest.

## Histoire
La première mention écrite de la localité date de 1267.

## Galerie

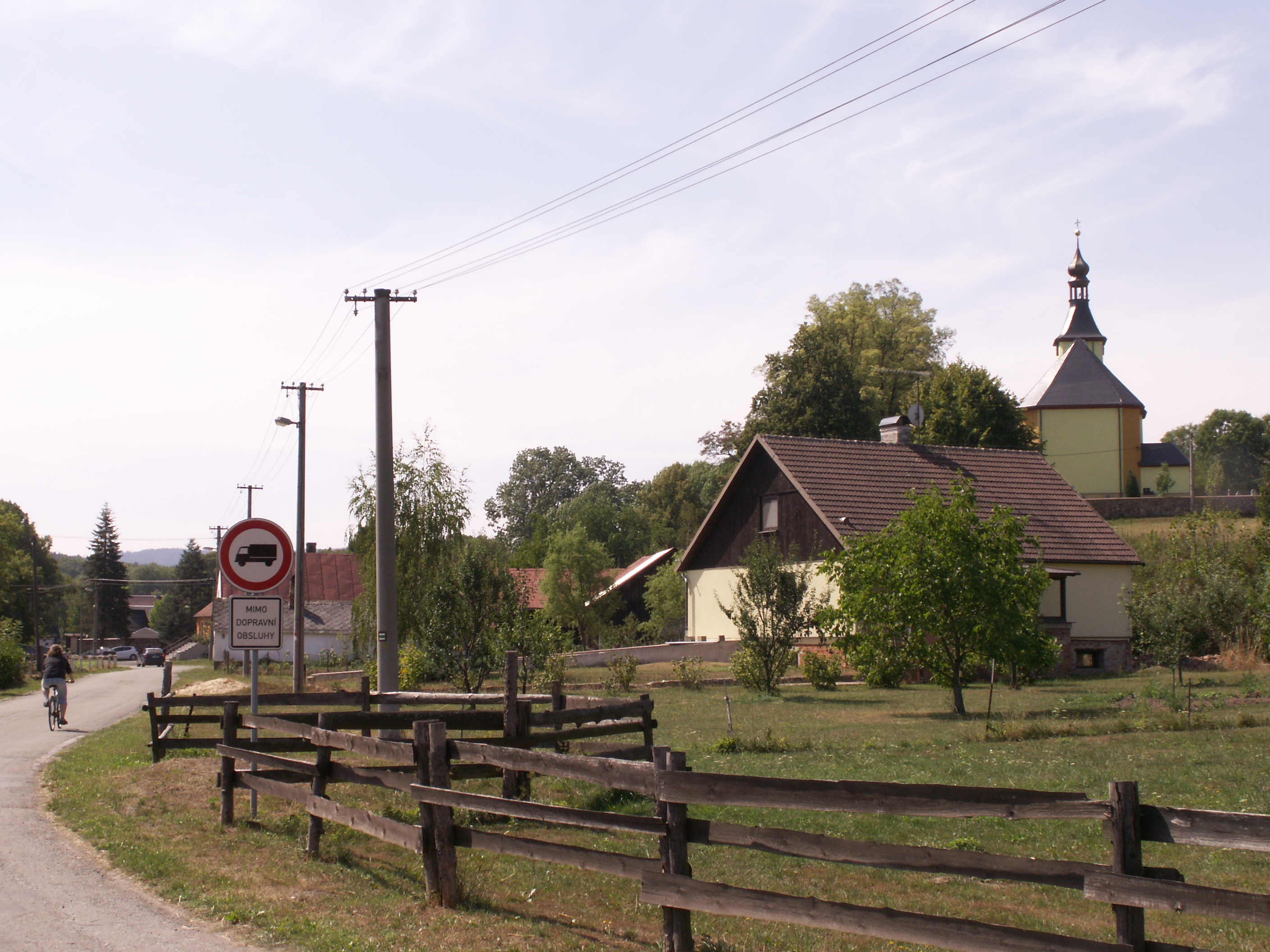
Hameau de Pitárné.
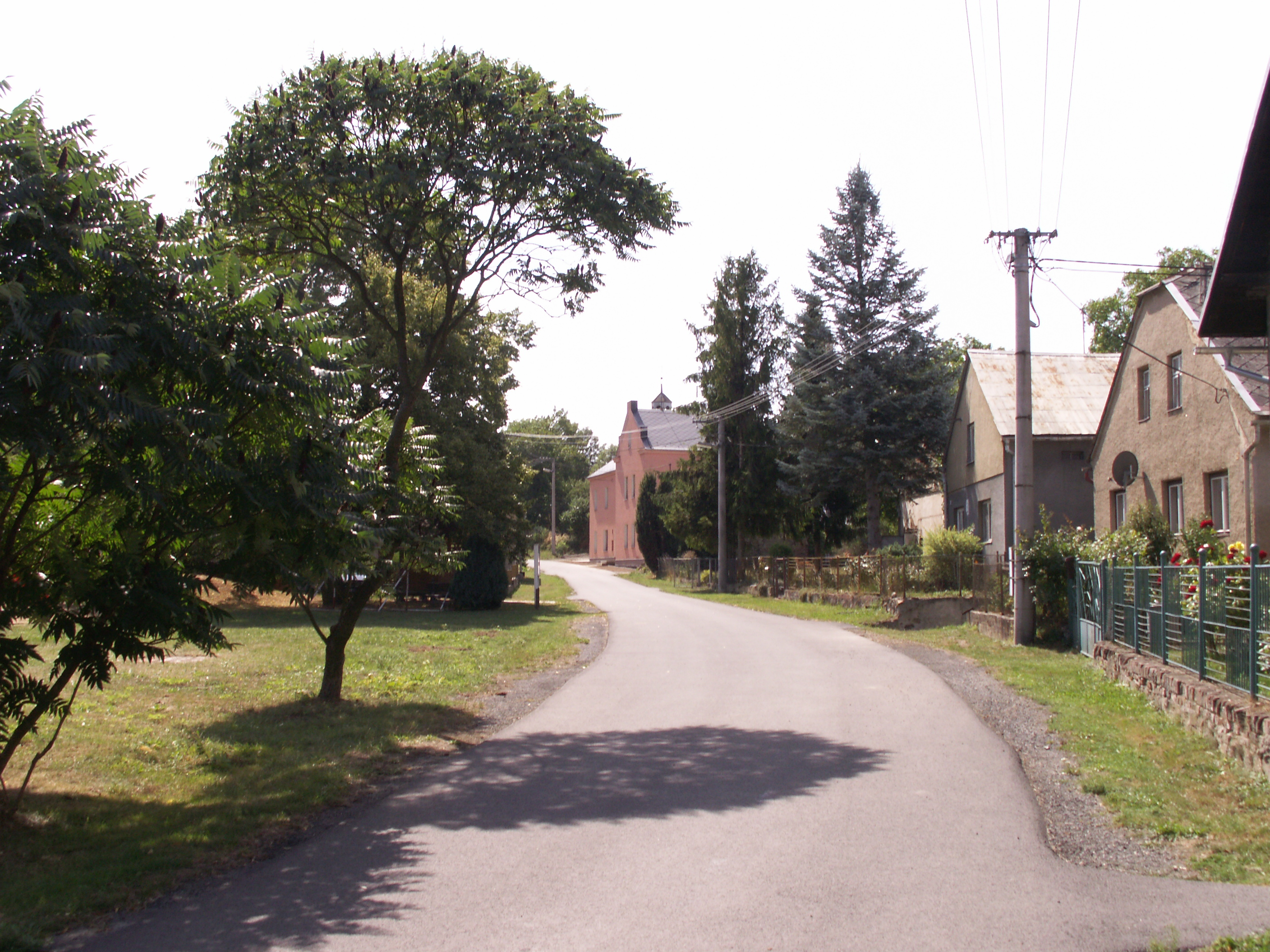
Bartultovice : rue principale.

## Administration
La commune se compose de trois quartiers :
- Vysoká
- Bartultovice
- Pitárné

## Transports
Par la route, Vysoká se trouve à 8 km de Prudnik, à 47 km de Bruntál, à 91 km d'Ostrava et à 287 km de Prague.